# Cotar Ramaswami
Pour les articles homonymes, voir Ramaswamy.
Cotar (ou Cota) Ramaswami  est un joueur de tennis et de cricket international indien né le 16 juin 1896 à Madras (actuelle Chennai), porté disparu depuis 1985. En tennis, il participe avec l'équipe d'Inde de Coupe Davis à l'édition 1922 de cette compétition. Il dispute deux test-matchs avec l'équipe nationale de cricket en 1936.

## Biographie
Cotar Ramaswami naît le 16 juin 1896 à Madras. En 1922, il fait partie de l'équipe d'Inde qui participe à l'International Lawn Tennis Challenge, future Coupe Davis. Associé à Hassan-Ali Fyzee, il joue le double qu'il remporte au premier tour face à la Roumanie et au deuxième face à l'Espagne, qui élimine l'Inde. La même année, il participe au Tournoi de Wimbledon, où il est perd au deuxième tour.
En cricket, il joue principalement pour l'équipe des Hindus dans le Bombay Quadrangular et pour celle de Madras, durant les premières saisons du Ranji Trophy dans les années 1930 et 1940. À 40 ans, il participe à une tournée de la sélection indienne en Angleterre en 1936. Il y joue les deuxième et dernière parties d'une série de trois test-matchs contre l'Angleterre, à Old Trafford puis à The Oval. Il y réalise des scores de 40, 60, 29 et 41 courses.
En 1953, il est le manager de l'équipe d'Inde de cricket lors de sa tournée dans les Caraïbes, où elle affronte les Indes occidentales. Il en est également l'un des sélectionneurs durant la deuxième moitié des années 1950. En 1958-1959, cette même équipe se déplace en Inde et y gagne une série test-matchs. Les sélectionneurs indiens ne s'entendent pas et utilise quatre capitaines en cinq parties. Cotar Ramaswami démissionne à l'issue de la série.
En 1985, alors qu'il a 89 ans, il quitte sa maison de Chennai. Il n'a pas été revu depuis et est considéré comme « présumé mort » par certaines publications.

## Style de jeu au cricket
Cotah Ramaswami est un batteur gaucher, plutôt offensif, dont le coup préféré est le « drive ».

## Bilan sportif

### Cricket

#### Principales équipes
| Équipe  | Test                  |
| ------- | --------------------- |
| Inde    | 1936                  |
| Équipe  | First-class           |
| Madras  | 1926-1927             |
| Hindous | 1926-1927 - 1941-1942 |

#### Statistiques
Cotar Ramaswami dispute deux test-matchs avec l'équipe d'Inde de cricket lors d'une tournée en Angleterre en 1936, réussissant des scores de 40, 60, 29 et 41 courses. En 53 parties catégorisées « first-class » au cours de sa carrière, il totalise 2400 courses à la moyenne de 28,91.

### Tennis: palmarès
- Coupe Davis
  - 2 sélections en 1922, éliminé en quart-de-finale avec l'Inde
  - Double : 2 victoires, aucune défaite
- Tournoi de Wimbledon
  - Une participation, deuxième tour en 1922